# Itaúba
Itaúba – miasto i gmina w Brazylii, w stanie Mato Grosso.